# حوض‌انبار میرزا عرب
حوض انبار میرزا عرب مربوط به دوره صفوی است و در شهرستان مشهد، روستای قرقروک سفلی واقع شده و این اثر در تاریخ ۱۹ مرداد ۱۳۸۴ با شمارهٔ ثبت ۱۲۹۵۷ به‌عنوان یکی از آثار ملی ایران به ثبت رسیده است.